# Omicron Cephei
Désignations
Omicron Cephei (en abrégé ο Cep) est une étoile binaire de la constellation boréale de Céphée. Elle est visible à l'œil nu avec une magnitude apparente combinée de 4,75. Le système présente une parallaxe annuelle de 16,06 mas telle que mesurée par le satellite Hipparcos, ce qui permet d'en déduire qu'il est distant d'environ ∼ 203 a.l. (∼ 62,2 pc) de la Terre. Il se rapproche du Système solaire à une vitesse radiale héliocentrique de −18,1 km/s.
La paire d'Omicron Cephei a été résolue pour la première fois par F. G. W. Struve en 1832. Depuis lors, l'étoile secondaire a été observée se déplacer d'environ 45° sur son orbite autour de la primaire. Plusieurs orbites ont été calculées, la plus récente donnant une période autour de 1 505 ans et une excentricité de 0,44. En date de 2020, les deux étoiles étaient disposées selon une séparation angulaire de 3,4 secondes d'arc et à un angle de position de 223°.
L'étoile primaire, désignée Omicron Cephei A, est une géante jaune de type spectral G8III et d'une magnitude apparente de 4,86. Elle est environ 2,35 fois plus massive que le Soleil. Son compagnon, Omicron Cephei B, est une étoile jaune-blanc de la séquence principale moins massive de type spectral F6V et d'une magnitude de 7,13. Elle est 1,29 fois plus massive que le Soleil.
Il existe une troisième composante recensée dans les catalogues doubles et multiples, parfois désignée Omicron Cephei C. C'est une étoile de treizième magnitude qui est localisée à environ 45 secondes d'arc de la paire principale. Elle été découverte en 1912 par S. W. Burnham. Elle apparaît être une double purement optique, beaucoup plus lointaine que le système.